# Hệ thống quản lý đơn hàng
Một hệ thống quản lý đơn hàng, hoặc OMS (Order Management System), là một hệ thống phần mềm máy tính được sử dụng trong một số ngành trong việc nhập và xử lý đơn hàng. Tại thị trường Việt Nam, hệ thống quản lý đơn hàng thường được nhắc đến với một khái niệm tương tự DMS (Distribution Management System) hay hệ thống quản lý chuỗi phân phối.

## Điện tử thương Mại và biên mục
Đơn hàng có thể được nhận từ doanh nghiệp, người tiêu dùng, hoặc cả hai, tùy thuộc vào các sản phẩm. Lời mời chào đơn hàng và giá cả có thể được thực hiện qua catalogue, trang web, hay mạng quảng cáo.
Một hệ thống quản lý đơn hàng có thể gồm những mô-đun sau:
- Thông tin sản phẩm (giới thiệu, thuộc tính, địa điểm, số lượng)
- Hàng tồn kho sẵn sàng để hứa (ATP) và nguồn gốc
- Các nhà cung cấp, mua, và nhận
- Tiếp thị (catalog, khuyến mãi, giá)
- Những khách hàng và khách hàng tiềm năng
- Nhập hàng và dịch vụ khách hàng (bao gồm cả lợi nhuận và hoàn lại tiền)
- Xử lý tài chính (thẻ tín dụng, thanh toán vào tài khoản)
- Trật tự xử lý (lựa chọn, in chọn, đóng gói, vận chuyển)

Có rất nhiều ngành kinh doanh sử dụng hệ thống quản lý đơn hàng cho các mục đích khác nhau, nhưng các lý do chính thì giống nhau:
1. Viễn thông – Để theo dõi khách hàng, tài khoản, xác minh tín dụng sản phẩm, hàng hóa đơn
2. Bán Lớn các công ty bán lẻ sử dụng huy chương để theo dõi khách hàng, kho bảo trì, đóng gói và vận chuyển và để đồng bộ hóa đơn đặt hàng qua các kênh khác nhau như ví dụ như nếu khách hàng trực tuyến và nhận ở cửa hàng
3. Dược phẩm và chăm sóc y tế
4. Ô tô – để theo dõi các bộ phận lấy thông qua các nhà sản xuất
5. Dịch vụ tài chính

Để Quản lý đã yêu cầu nhiều bước vào một quá trình tuần tự như Chụp ảnh, Kiểm tra, Kiểm tra gian lận, Thanh toán cho phép, các Nguồn cung đặt mua quản lý nhận, đóng gói tàu, và liên quan đến khách hàng truyền thông. Để quản lý hệ thống thường có công việc khả năng để quản lý quá trình này.

## Loại
Để quản lý hệ thống có thể được độc lập hệ thống mô-đun của một ERP hệ thống như Megaventory, Ordoro hoặc bể Cá. Một sự khác biệt là cho dù các hệ thống một tiền đề phần mềm hay một đám mây-phần mềm. Cơ bản của họ khác biệt là tiền đề ERP giải pháp được cài đặt tại địa phương trên một công ty riêng của máy tính và máy chủ và quản lý do riêng của họ, NÓ nhân viên, trong khi một đám mây phần mềm được lưu vào các nhà cung cấp của máy chủ và truy cập thông qua mạng.

## Chức năng của hệ thống OMS
- Quản lý danh mục sản phẩm
  - Cho phép tạo, cập nhật, và quản lý danh mục sản phẩm, nhóm sản phẩm, thương hiệu, và thuộc tính sản phẩm.\
  - Đồng bộ dữ liệu sản phẩm trên các kênh bán hàng khác nhau (eCommerce, POS, marketplace, v.v.).
  - Hỗ trợ quản lý hình ảnh, thông tin và giá sản phẩm theo từng kênh bán.

- Quản lý kho hàng
  - Theo dõi số lượng hàng tồn kho theo thời gian thực trên nhiều kho khác nhau.
  - Quản lý nhập - xuất - điều chuyển hàng hóa giữa các kho.
  - Tích hợp tính năng kiểm kho định kỳ, giảm thiểu sai sót tồn kho.
  - Cảnh báo hàng tồn kho thấp, hỗ trợ đặt hàng bổ sung tự động.

- Quản lý đổi, trả hàng
  - Tự động cập nhật trạng thái đơn hàng khi có yêu cầu đổi trả.
  - Kiểm soát quy trình đổi trả hàng, hoàn tiền hoặc đổi sản phẩm tương đương.
  - Ghi nhận lý do đổi trả để phân tích và tối ưu sản phẩm/dịch vụ.
  - Kết nối với kho hàng để cập nhật trạng thái tồn kho khi hàng hoàn về.

- POS
  - Đồng bộ dữ liệu bán hàng tại cửa hàng và trực tuyến.
  - Hỗ trợ thanh toán đa phương thức (tiền mặt, thẻ, ví điện tử, v.v.).
  - Quản lý đơn hàng, in hóa đơn và tích điểm khách hàng.
  - Tích hợp với kho để cập nhật hàng tồn theo thời gian thực.

- CRM
  - Quản lý thông tin khách hàng, lịch sử mua hàng và hành vi tiêu dùng.
  - Hỗ trợ phân nhóm khách hàng theo nhu cầu và sở thích.
  - Triển khai các chương trình chăm sóc khách hàng và loyalty program.
  - Tích hợp với email marketing, SMS, chatbot để cá nhân hóa trải nghiệm khách hàng.

- Sản xuất
  - Quản lý đơn hàng sản xuất theo thực trạng bán hàng.
  - Theo dõi nguyên vật liệu, quy trình sản xuất và tiến độ đơn hàng.
  - Kết nối với kho hàng để quản lý nguyên vật liệu và sản phẩm hoàn thiện.
  - Tự động hóa quy trình sản xuất, tối ưu chi phí và thời gian.

- Mua hàng
  - Quản lý danh sách nhà cung cấp và lịch sử giao dịch.
  - Đặt hàng tự động dựa trên mức tồn kho tối thiểu.
  - Kiểm soát chất lượng đầu vào, tối ưu chi phí mua hàng.
  - Theo dõi tình trạng đơn hàng và thời gian giao nhận hàng từ nhà cung cấp.

- Hóa đơn
  - Tạo, lưu trữ và quản lý hóa đơn theo từng kênh bán hàng.
  - Tích hợp với phần mềm kế toán.
  - Hỗ trợ xuất hóa đơn điện tử theo quy định của pháp luật.
  - Đồng bộ dữ liệu hóa đơn với CRM để quản lý khách hàng hiệu quả hơn.

## Lợi ích của hệ thống OMS
- Tự động hóa: Hệ thống giúp doanh nghiệp tự động hóa các quy trình từ lúc khách mua hàng cho đến xuất hóa đơn, tối ưu thời gian và giảm thiểu sai sót.
- Real-time: Đồng bộ thông tin về khách hàng và tình trạng tồn kho, cung cấp báo cáo chính xác theo thời gian thực, giúp doanh nghiệp đưa ra quyết định nhanh chóng.
- Quản lý dữ liệu tập trung: Hệ thống tích hợp nhiều tính năng nâng cao vào trong cùng 1 nền tảng, đảm bảo dữ liệu đồng bộ và thống nhất. Từ đó, doanh nghiệp có thể mang đến trải nghiệm mua hàng xuyên suốt cho khách hàng.
- Nâng cao mức độ hài lòng của khách hàng: Nhờ sự đồng nhất trong quy trình vận hành, doanh nghiệp có thể tối ưu thời gian và mức độ chính xác khi xử lý đơn hàng. Từ đó, cải thiện quá trình CSKH và nâng cao lòng trung thành và mức độ hài lòng của khách hàng.